# Dictyonema interruptum (svamp)
Dictyonema interruptum är en lavart som först beskrevs av Carmich. ex Hook., och fick sitt nu gällande namn av Erast Parmasto. Dictyonema interruptum (svamp) ingår i släktet Dictyonema, divisionen basidiesvampar och riket svampar.   Inga underarter finns listade i Catalogue of Life.